# Даллас (селище, Вісконсин)
Даллас (англ. Dallas) — селище (англ. village) в США, в окрузі Беррон штату Вісконсин. Населення — 359 осіб (2020).

## Географія
Даллас розташований за координатами 45°15′29″ пн. ш. 91°48′53″ зх. д. / 45.25806° пн. ш. 91.81472° зх. д. (45.258178, -91.814619). За даними Бюро перепису населення США в 2010 році селище мало площу 3,86 км², з яких 3,76 км² — суходіл та 0,10 км² — водойми.

## Демографія
Згідно з переписом 2010 року, у селищі мешкало 409 осіб у 156 домогосподарствах у складі 94 родин. Густота населення становила 106 осіб/км². Було 173 помешкання (45/км²).
Расовий склад населення:
| - 97,3 % — білих - 1,0 % — азіатів - 0,2 % — корінних американців |

До двох чи більше рас належало 0,7 %. Частка іспаномовних становила 2,0 % від усіх жителів.
За віковим діапазоном населення розподілялося таким чином: 19,8 % — особи молодші 18 років, 55,0 % — особи у віці 18—64 років, 25,2 % — особи у віці 65 років та старші. Медіана віку мешканця становила 43,7 року. На 100 осіб жіночої статі у селищі припадало 99,5 чоловіків; на 100 жінок у віці від 18 років та старших — 95,2 чоловіків також старших 18 років.
Середній дохід на одне домашнє господарство становив 46 082 долари США (медіана — 38 750), а середній дохід на одну сім'ю — 53 223 долари (медіана — 52 292). Медіана доходів становила 40 536 доларів для чоловіків та 30 500 доларів для жінок. За межею бідності перебувало 20,6 % осіб, у тому числі 35,8 % дітей у віці до 18 років та 15,8 % осіб у віці 65 років та старших.
Цивільне працевлаштоване населення становило 155 осіб. Основні галузі зайнятості: виробництво — 20,6 %, освіта, охорона здоров'я та соціальна допомога — 18,7 %, роздрібна торгівля — 18,1 %.